# A.S.C. Wallis
A.S.C. Wallis, pseudoniem van Adèle Sophia Cordelia Opzoomer, (Utrecht, 21 juli 1856 – Rotterdam, 27 december 1925) was een Nederlands schrijver en dichter.

## Leven en werk
Opzoomer was een dochter van mr. Cornelis Willem Opzoomer en Adelaïde Catherina Joseph Ackersdijck. Haar vader was hoogleraar in de wijsbegeerte. Haar grootvader Jan Ackersdijck was hoogleraar staathuishoudkunde. Ze kreeg thuisonderwijs en was al jong geïnteresseerd in de letteren. Ze kreeg thuis ook schilderles van Margaretha Roosenboom en Johannes Bosboom en schilderde stillevens. Ze bezocht korte tijd een Duitse kostschool.
In 1875 debuteerde Opzoomer met het Duits gedicht Der Sturz des Hauses Alba. Twee jaar later publiceerde ze haar eerste Nederlandse roman, In dagen van strijd, over het leven van Margaretha van Parma. Ze gebruikte het pseudoniem Wallis, dat een samentrekking is van Walli-Zus, zoals ze door haar jongere broer Walter werd genoemd. Ze ontving in 1880 als jongste vrouw het erelidmaatschap van de Maatschappij der Nederlandse Letterkunde. Ze schreef voor De Gids, Eigen Haard en De Nieuwe Eeuw en publiceerde gedichten en korte verhalen.
Ze ontmoette een van haar vaders studenten, de Hongaar Géza Antal von Felső-Gellér (1866-1934), die haar zijn taal leerde. Ze vertaalde vervolgens een boek van Emérich Mádach naar het Nederlands. Opzoomer trouwde in 1888 met de jonge theoloog. Het paar Antal-Opzoomer woonde in Hongarije en vanaf 1920 in Rotterdam.
Opzoomer overleed op 69-jarige leeftijd. In Amsterdam (Adèle Opzoomerstraat) en Rotterdam (Wallisweg) werden straten naar haar vernoemd. In 2014 werd een buste van haar in de tuin van het literatuurmuseum Petőfi in Kiskőrös geplaatst.

## Publicaties
- 1875: Der Sturz des Hauses Alba, Trauerspiel
- 1875: Johann de Witt, Trauerspiel
- 1876: Noordsche schetsen
- 1878: In dagen van strijd
- 1883: Vorstengunst
- 1905: Een Hongaarsche samenzwering
- 1906: Een liefdesdroom in 1795
- 1908: Zielestrijd
- 1913: De koning van een vreugderijk